# Оскол
Оско́л (Аскол, Большой Аскол; укр. Оскіл) — река, протекающая по территории России и Украины. Левый (самый большой) приток Северского Донца.

## Этимология
Существуют различные версии происхождения слова «Оскол».
Востоков и вслед за ним другие авторы связывали название реки с группой названий на «к—л», «г—л» в бассейнах Днепра и Дона (Псёл, Котёл, Ворскла и пр.), предполагая тюркское происхождение слова. Однако Трубачев критиковал эту версию.
Макс Фасмер в своём этимологическом словаре русского языка приводил гипотезу о славянском происхождении, сравнивая название реки с церковнославянским осколъ — «скала» и польским oskała — «сбор березового сока с помощью специальных надрезов». Добродомов в своих работах резко критикует эти версии.
Александр Иванович Попов, рассматривая пару «Оскол — Ворскла», выдвигал гипотезу мордовском происхождении элемента «вор», выводя его из слова вирь — «лес» (смотри Воронеж и Ворона).
Игорь Георгиевич Добродомов считал элемент «-кол» тюркским по происхождению, а элемент «ос» иранским, выводя ос из древнего названия алан — «асы/ясы».

## География

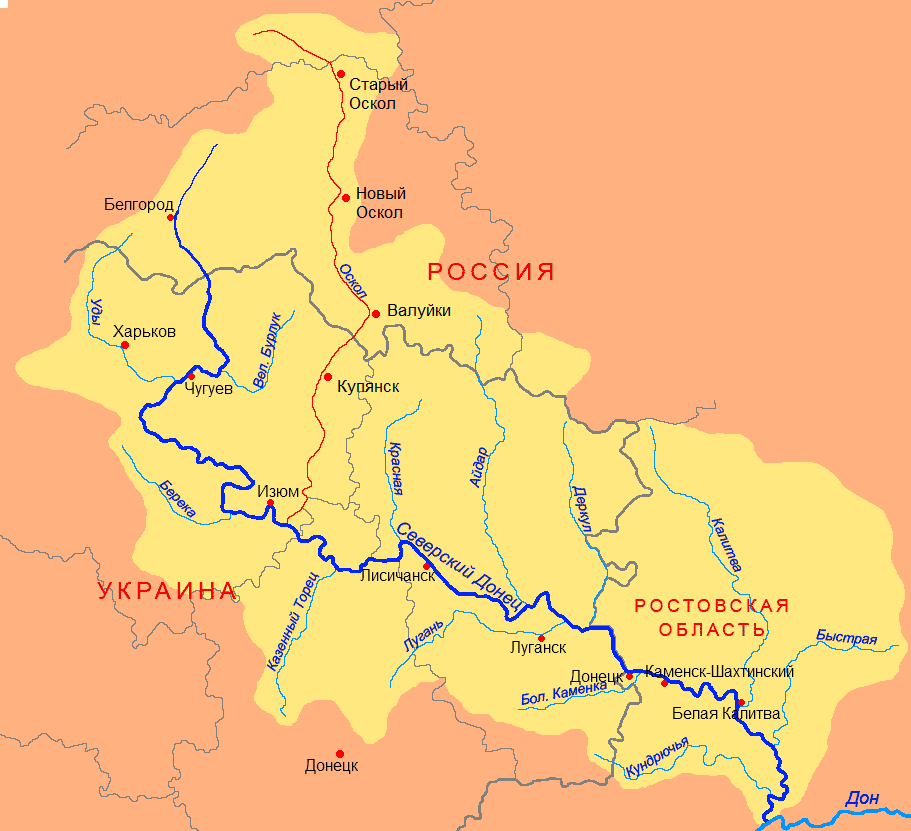
Бассейн Северского Донца

Длина реки — 472 км, площадь водосборного бассейна — 14 800 км². Исток реки расположен 51°36′ с. ш. 37°13′ в. д. в Тимском районе Курской области.
Ширина русла в основном колеблется от 10 до 40 метров, иногда достигая 300 метров. Дно русла неровное с колебанием глубины от 0,4 метра на перекатах до 10 метров на плёсах. Скорость течения небольшая около 0,2 м/с, иногда на перекатах до 1,2 м/с. Расход воды в 10 км от устья составляет 43,1 м³/с. Река Оскол впадает в р. Северский Донец в 580 км от его устья. Уклон реки 0,29 м/км. Питание преимущественно снеговое. Половодье с конца марта до середины апреля. Замерзает в начале декабря, вскрывается в марте. Средняя толщина льда 0,45 м.

## Притоки
По порядку от устья к истоку (км от устья):
- 9 км: река Бахтын
- 44 км: река Солёная
- 55 км: река Гороховатка
- 59 км: река Боровая
- 74 км: река Лиманская
- 86 км: река Лозовая
- 87 км: река Синиха
- 94 км: река Песчаная
- 109 км: река Сенек (Осиновка)
- 122 км: река Купянка
- 132 км: река Гнилица
- 142 км: река Ольшана
- 148 км: река Нижняя Двуречная
- 149 км: река Верхняя Двуречная
- 151 км: река Таволжанка
- 155 км: река Колодная
- 169 км: ручей Каменский
- 171 км: река Вишнёвая
- 192 км: река Уразова (Уразовка, Ураево)
- 197 км: река Козинка (Мокрая Козинка)
- 212 км: река Валуй
- 340 км: река Халань
- 345 км: река Ольшанка
- 351 км: река Орлик
- 373 км: река Котёл
- 394 км: река Убля (Удая Гнилая, Гнилая, Убля Гнилая)
- 400 км: река Осколец
- 404 км: река Герасим
- 424 км: река Дорожная
- 427 км: река Стуженёк
- 437 км: река Камышенка
- 443 км: река Рогозец
- 452 км: река Головище

## Экономика
Река Оскол вместе с построенным в 1957—1959 годах Оскольским водохранилищем входит в гидравлическую систему канала Северский Донец — Донбасс. В летнее время спуск воды из Оскольского водохранилища синхронизируется с водозабором канала. У плотины водохранилища работает Оскольская ГЭС.
Кроме Оскольского водохранилища, на реке в пределах Белгородской области РФ находятся водохранилища: Новооскольское (площадь 0,86 км², объём 2,12 млн м³), Старооскольское (площадь 24,04 км², объём 84 млн м³) и Морквинское — у посёлка Чернянка (площадь 1,09 км², объём 2,4 млн м³).

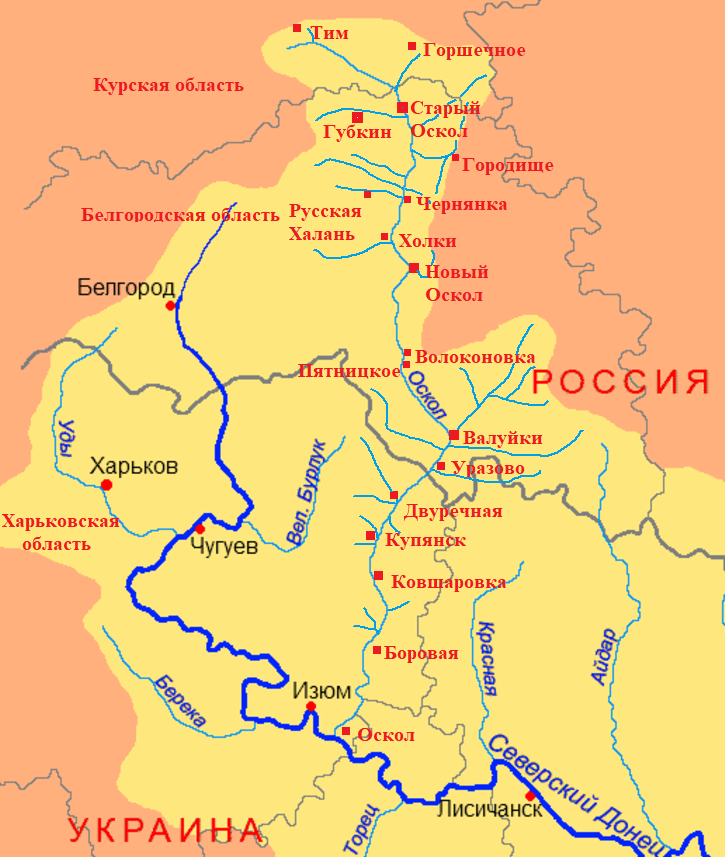
Крупнейшие населённые пункты на реке Оскол

## В топонимике
Гидроним дал названия:
- реке Осколец — притоку Оскола;
- реке Белый Оскол — притоку Оскола;
- городам Старый Оскол, Новый Оскол, селу Оскол.

## Течение
Объекты на реке Оскол (от истока к устью)¹
| Страна       | Область      | Расст. от устья, км | Расст. от истока, км | Название                         | Тип               | Примечание                           |
| ------------ | ------------ | ------------------- | -------------------- | -------------------------------- | ----------------- | ------------------------------------ |
| Флаг России  | Курская      | 436                 | 0                    |                                  | исток             | Тимский район Курской области        |
| Флаг России  | Белгородская | 390                 | 46                   | Старый Оскол                     | город             | ← среднегод. расход 6,94 м³/с        |
| Флаг России  | Белгородская | 335                 | 101                  | Чернянка                         | посёлок гор. типа |                                      |
| Флаг России  | Белгородская | 310                 | 126                  | Новый Оскол                      | город             | ← среднегод. расход 24,5 м³/с        |
| Флаг России  | Белгородская |                     |                      | Волоконовка                      | посёлок гор. типа |                                      |
| Флаг России  | Белгородская |                     |                      | Ветчининово                      | село              |                                      |
| Флаг России  | Белгородская |                     |                      | Валуй                            | левый приток      | длина 68 км, бассейн 1340 км².       |
| Флаг России  | Белгородская | 177                 | 259                  | Уразово                          | левый приток      | длина 45 км, бассейн 855 км²         |
| Флаг России  | Белгородская | 0                   | 57                   | Йотовка                          | посёлок гор. типа |                                      |
| Флаг Украины | Харьковская  | 154                 | 282                  | Овраг Каменный                   | левый приток      | длина 17 км, бассейн 80 км²          |
| Флаг Украины | Харьковская  | 140                 | 296                  | Балка Колодная                   | левый приток      | длина 15 км, бассейн 76 км²          |
| Флаг Украины | Харьковская  | 136                 | 300                  | Балка Таволжанка                 | левый приток      | длина 17 км, бассейн 62 км²          |
| Флаг Украины | Харьковская  | 134                 | 302                  | Верхняя Двуречная                | правый приток     | длина 32 км, бассейн 380 км²         |
| Флаг Украины | Харьковская  | 134                 | 302                  | Двуречная                        | посёлок гор. типа | ← среднегод. расход 24,5 м³/с        |
| Флаг Украины | Харьковская  | 133                 | 303                  | Нижняя Двуречная                 | правый приток     | длина 33 км, бассейн 373 км²         |
| Флаг Украины | Харьковская  | 117                 | 319                  | Гнилица                          | левый приток      | длина 10 км, бассейн 148 км²         |
| Флаг Украины | Харьковская  | 110                 | 326                  | Купянск                          | город             | ← среднегод. расход 38,4 м³/с        |
| Флаг Украины | Харьковская  | 108                 | 328                  | Купянка                          | правый приток     | длина 17 км, бассейн 110 км²         |
| Флаг Украины | Харьковская  | 100                 | 336                  | Купянск-Узловой                  | посёлок гор. типа |                                      |
| Флаг Украины | Харьковская  | 98                  | 338                  | Осиновка (Сенек)                 | правый приток     | длина 20 км, бассейн 191 км²         |
| Флаг Украины | Харьковская  | 95                  | 341                  | начало Оскольского водохранилища |                   |                                      |
| Флаг Украины | Харьковская  | 84                  | 352                  | Песчаная                         | левый приток      | длина 16 км, бассейн 144 км²         |
| Флаг Украины | Харьковская  | 76                  | 360                  | Сениха                           | правый приток     | длина 20 км, бассейн 251 км²         |
| Флаг Украины | Харьковская  | 74                  | 362                  | Лозовая                          | левый приток      | длина 12 км, бассейн 61 км²          |
| Флаг Украины | Харьковская  | 62                  | 374                  | Балка Лиманская                  | левый приток      | длина 17 км, бассейн 107 км²         |
| Флаг Украины | Харьковская  | 54                  | 382                  | Боровая                          | левый приток      | длина 18 км, бассейн 99 км²          |
| Флаг Украины | Харьковская  | 54                  | 382                  | Боровая                          | посёлок гор. типа |                                      |
| Флаг Украины | Харьковская  | 50                  | 386                  | Гороховатка                      | правый приток     | длина 17 км, бассейн 83 км²          |
| Флаг Украины | Харьковская  | 40                  | 396                  | Солёная                          | левый приток      | длина 13 км, бассейн 134 км²         |
| Флаг Украины | Харьковская  | 11                  | 425                  | конец Оскольского водохранилища  |                   |                                      |
| Флаг Украины | Харьковская  | 10                  | 426                  | Оскол                            | село              | ← среднегод. расход 43,1 м³/с        |
| Флаг Украины | Харьковская  | 9                   | 427                  | Бахтын                           | правый приток     | длина 21 км, бассейн 110 км²         |
| Флаг Украины | Харьковская  | 0                   | 436                  |                                  | устье             | в 580 км от устья р. Северский Донец |

 ¹ Данные по малым рекам указаны по (), среднегодовой расход в разных точках по (). 